# Khabb wa ash Sha'af (huyện)
Huyện Khabb wa ash Sha'af là một huyện thuộc tỉnh Al Jawf, Yemen. Đến thời điểm năm 2003, huyện này có dân số 80193 người